# تامیگا-موسی
تامیگا-موسی شهری در شهرستان ناسره در استان بام در بورکینافاسوی شمالی است و جمعیت آن ۸۹۵ نفر است.